# Никитин, Александр Фёдорович
Алекса́ндр Фёдорович Ники́тин (1933 — ?) — машинист горного комбайна шахты «Абашевская-3-4» комбината «Южкузбассуголь»; Герой Социалистического Труда (1971).

## Биография
Родился на территории нынешней Кемеровской области.
С началом войны вместе с матерью переехал в Мало-Осиповский леспромхоз Кемеровской области. Стал охотником, работал по договорам. С 1952 года работал в Ягуновском строительном управлении.
После службы в армии работал на шахте «Абашевская-3-4» лесодоставщиком, затем забойщиком. Через полгода стал бригадиром; одной из первых в Кузбассе его бригада освоила очистной механизированный комплекс «Тула», отрабатывала самые трудные лавы.
Указом Президиума Верховного Совета СССР от 30 марта 1971 года за выдающиеся успехи в выполнении заданий пятилетнего плана по развитию угольной и сланцевой промышленности и достижение высоких технико-экономических показателей Никитину Александру Фёдоровичу присвоено звание Героя Социалистического Труда с вручением ордена Ленина и золотой медали «Серп и Молот»..
А. Ф. Никитин является автором 35 рационализаторских предложений с экономическим эффектом в 187 тысяч рублей.
Был избран депутатом городского Совета народных депутатов. После выхода на пенсию жил в Новокузнецке.
Документы А. Ф. Никитина хранятся в Государственном архиве Кемеровской области (фонд Кемеровского облисполкома).

## Награды
- орден Ленина (29.6.1966)
- Заслуженный шахтёр РСФСР (29.8.1969)[2]
- звание Героя Социалистического Труда (30.3.1971) с вручением золотой медали «Серп и Молот» (№ 17793) и ордена Ленина (№ 406178)
- премия Кузбасса (1977)[2]
- орден Трудового Красного Знамени (19.3.1979)
- медали[1].